# Quebrada Challa Jahuira
Quebrada Challa Jahuira är ett vattendrag i Bolivia.   Det ligger i departementet La Paz, i den västra delen av landet, 400 km nordväst om huvudstaden Sucre.
Omgivningarna runt Quebrada Challa Jahuira är i huvudsak ett öppet busklandskap. Runt Quebrada Challa Jahuira är det mycket glesbefolkat, med 6 invånare per kvadratkilometer.